# Yıldırım Mehmet Ramazanoğlu
Pour les articles homonymes, voir Ramazanoğlu.
Yıldırım Mehmet Ramazanoğlu (prononcé [ jɯɫ.dɯɾ.'ɯm mɛh.'mɛt ɾɑ.mɑ.zɑn.o:.'ɫu], né le 15 janvier 1956 à Kahramanmaraş) est un homme politique turc.

## Biographie
Il est le mari de Sema Ramazanoğlu, députée et ministre de la Famille et des Politiques sociales du gouvernement Davutoğlu III.

## Mandats
- Député de la 24e législature de Kahramanmaraş (Parti de la justice et du développement)